# مفرجیه، قنا
مفرجیه، روستایی از توابع شهرستان قوص در استان قنا و کشور مصر است.

## جمعیت
براساس سرشماری سال ۲۰۰۶ مصر، جمعیت آن ۸۷۰۰ نفر( ۴۰۹۶ مرد و ۴۶۰۴ زن ) بوده‌است.